# Converses filològiques
Les «Converses filològiques» són una sèrie de 840 textos breus que el gramàtic i lexicògraf Pompeu Fabra i Poch publicà regularment al diari La Publicitat entre els anys 1919 i 1928. Es tracta de centenars d’articles divulgatius que foren concebuts amb l’objectiu de difondre les Normes ortogràfiques i la Gramàtica catalana entre un públic ampli. A través de les «Converses filològiques» Fabra establí una correspondència amb els lectors, que acabaren convertint la secció de les Converses en una de les més llegides i reeixides de la premsa escrita de l’època. Són, en el seu conjunt, una de les obres més significatives en el context del procés de codificació del català modern i una de les publicacions més influents en el procés de difusió de la normativa lingüística de la llengua catalana en la societat.

## Context
La situació de la llengua escrita a l’inici del segle XX era desgavelladora i desoladora. Aquest desori, principalment ortogràfic, s'arrossegà des del segon terç del segle xix fins a l’inici del segle xx, de la Renaixença al Modernisme. La inexistència d’un corpus normatiu del català desembocà en un desgavell en l'àmbit de la llengua escrita, caracteritzada per la forta influència de models d’escriptura d'altres llengües, sobretot la castellana, la diversitat dialectal que imperava entre escriptors i la multiplicitat de grafies. L’aclaparador panorama en què es trobava el català feu necessària la codificació de la llengua, perquè, com digué Fabra, «mentre el català fos una llengua sense una ortografia unificada i sense un lèxic i una gramàtica fixats, no es podia implantar a les escoles, ni podia aspirar als usos oficials, i es trobava en condicions aclaparadores d’inferioritat en la seva lluita amb la llengua castellana.» L’any 1907, Enric Prat de la Riba, president de la Diputació Provincial de Barcelona, fundà l'Institut d’Estudis Catalans amb la finalitat de centrar-se en «el restabliment i organització de tot el que es refereix a la cultura genuïnament catalana.» El 1911 creà la Secció Filològica amb l’objectiu d’assumir la normalització de la llengua catalana i l'extensió del seu ús. Així, en tan sols cinc anys aparegueren les Normes ortogràfiques (1913), el Diccionari ortogràfic (1917) i la Gramàtica catalana (1918). No obstant això, però, unes obres d’aquestes característiques havien de tenir, necessàriament, una base científica, cosa que limitava la seva difusió en una societat en què l'escolarització i l'alfabetització no eren del tot habituals. Així, doncs, amb l'objectiu de difondre la normativa de la llengua catalana més enllà del cercle restringit d’individus de lletra, nasqueren, com a missió i com a obra, les «Converses filològiques».

## Etapes
L’aparició dels articles que conformen les «Converses filològiques» no fou contínua, sinó que patí diverses interrupcions que permeteren dividir les publicacions en dues etapes. Cal tenir en compte que les «Converses filològiques» pròpiament dites, les clàssiques, són les que aparegueren al diari La Publicitat entre els anys 1919 i 1928. Posteriorment, Fabra publicà altres articles afins a les Converses, vint-i-tres dels quals sota el mateix nom genèric, «Converses filològiques», publicats, des de l'exili, al diari La Humanitat; no obstant això, però, Fabra remarcà que l’objectiu de les unes diferien del de les altres.

### Primera sèrie (1919-1920)
El primer article del cicle periodístic de les Converses fabrianes aparegué a l'edició de nit del diari La Publicidad el 18 de novembre de 1919; un diari, aleshores, escrit en llengua castellana, en què la secció de les «Converses filològiques» de Fabra fou l’única excepció pel que fa a la llengua. Al final del primer article, titulat «Per la puresa de la llengua» i subtitulat «Els castellanismes», Fabra manifestà que aquest es tractava del primer text d’una sèrie de «notes diàries» i en remarcà l'objectiu principal:
«En aquestes notes diàries tractarem de donar una idea de com és gran el nombre de castellanismes de la llengua actual i de demostrar així la necessitat de recórrer abundosament a l'arcaisme, posat que no vulguem acontentar-nos amb una depuració soma de la llengua, consistent en la sola extirpació dels castellanismes més aparents.»
No fou fins a la tercera nota diària, la del 20 de novembre de 1919, que Fabra inclogué un títol genèric, el de «Converses filològiques», i, a partir de l'edició del 30 de novembre, les publicacions començaren a aparèixer numerades. Aquest cicle s'interrompé l'any 1920, després de dues-centes quaranta notes diàries.

### Segona sèrie (1922-1928)
El 22 d’octubre de 1922, vint dies després de la catalanització del diari La Publicitat, que fou adquirit per un grup de gent d'Acció Catalana, Fabra reprengué la publicació de les Converses amb una nota en què al·ludia la interrupció i la represa de la seva activitat periodística al diari:
«Continuar una cosa que havia estat interrompuda es diu en català reprendre-la. Reprendre tradueix, així, el mot castellà reanudar. Els nostres publicistes, però, en traduir reanudar, han cregut haver d’inventar un mot, i l’han creat estrafent el mot castellà. Imitació de reanudar tenim avui reanusar. Imitació, però, mal feta: reanudar és un compost de re i anudar; anudar és, en català, nuar; per què, doncs, reanusar i no renuar? Reanusar s'ha propagat ràpidament en la llengua escrita i ha donat i tot un derivat: reanusació!»
Amb aquesta nota s'inaugurà el segon cicle de les Converses, que tingué dues fases d’acord amb la regularitat de la publicació dels textos.

#### Primera fase (1922-1924)
Durant el període comprès entre els anys 1922 i 1924, la periodicitat en què aparegueren els articles al diari La Publicitat fou bastant regular i freqüent. L’any 1922 es publicaren 37 notes diàries; el 1923, 210, i el 1924, 123.

#### Segona fase (1925-1928)
En aquesta segona fase, compresa entre els anys 1925 i 1928, la publicació dels articles fou més esporàdica, amb una activitat que anà disminuint de forma regressiva (95 de l’any 1925; 57 del 1926; 37 del 1927, i 29 del 1928), fins que el 12 de juliol de 1928 aparegué la nota vuit-cents quaranta –en forma de resposta a la consulta d'un lector sobre les normes a seguir en la catalanització dels noms geogràfics–, que fou la que clogué el segon cicle i que marcà el punt final de les «Converses filològiques» clàssiques a La Publicitat; malgrat que Fabra, en un inici, les havia concebut com una sèrie de notes diàries.

## Recepció
Les «Converses filològiques», ideades per Fabra amb la voluntat de divulgar les seves teories lingüístiques, avalades per l'IEC, a través de la premsa escrita com a estratègia per abastar un nombre més gran de lectors, amb un registre directe, proper, i un estil espontani i amè, foren rebudes pel públic amb entusiasme i complicitat, i aviat es convertiren en una de les seccions de premsa més exitoses i llegides de l’època. En la nota del 30 d’agost de 1920, quan encara no hagué passat un any de la primera publicació, Fabra manifestà que al diari rebien moltes cartes a través de les quals els lectors exposaven qüestions, contra opinions, aportaven dades, etc., i decidí que faria públiques –a través de la secció «El lector diu»– aquelles respostes que pogueren ser de l’interès de la majoria de lectors, «establint, així, una correspondència amb els nostres lectors, els dubtes dels quals ens serà plaent d’esclarir en tant que ens serà possible d’abastar-hi», fent evident el caràcter «conversacional» que emanava de les notes.

## Edicions

### Reproduccions soltes
- Quaderns d’estudi: recollí vint-i-una converses en diversos números de la revista [XI (1920), pàg. 25-27, 149-152, 238-241; XII (1920), pàg. 47- 50, 82-85, 128-131,192-193; XIII (1921), pàg. 74-76].[7]
- La Veu de Catalunya: reproduí la conversa 189 el 25 d’agost de 1920.[7]
- La Publicitat dels Esports: recollí les converses 353, 356 i 359, respectivament els dies 9 d’abril, 14 de maig i 16 d’abril de 1923.[7]
- El català literari (Barcino, 1932): reproduí les converses 576 i 578.[7]
- Serra d’Or (1957, v. 3, núm. 27, pàg. 19): reproduí la conversa 137.[7]
- Còpia mecanoscrita de diverses converses, que formaren part del material distribuït en els cursos de llengua catalana organitzats pel Servei de Cultura de la Generalitat de Catalunya a l'exili l’any 1948.[7]

### Edicions en forma de volum
- Editorial Regina: recull les converses corresponents als anys 1919 i 1920.[7]
- L’any 1946 aparegué a París una edició d'homenatge que conté 56 converses.[7]
- «Col·lecció Popular Barcino»: entre els anys 1954 i 1956 aparegueren 619 converses en petits volums.[7]
- Editorial Edhasa: recull 622 converses en dos volums, publicats el 1983 i 1984.[7]
- Edicions Proa: recull les 840 «Converses filològiques» clàssiques, les que foren publicades a La Publicitat entre els anys 1919 i 1928, i un conjunt d'altres textos afins a les converses.[10]